# Binnenrotte
Pour un article plus général, voir Rotterdam.
La Binnenrotte est une rue située dans l'arrondissement de Rotterdam-Centre, au sein de la commune de Rotterdam, en Hollande-Méridionale. Elle occupe la place d'une ancienne rivière éponyme, comblée en 1871.

## Situation et accès
| - OpenStreetMap Géocalisation de la Binnenrotte au sein de la commune de Rotterdam. |

La rue est Localisée dans l'arrondissement de Rotterdam-Centre, au sein de la commune de Rotterdam, en Hollande-Méridionale, la Binnenrotte est encadrée par l'avenue de Pompenburg, au nord-est et par celle de Blaak, au sud-est, débouchant ainsi sur la gare de Rotterdam Blaak. La rue est traversée par un bras de la Rotte, dans sa partie nord et par la rue d'Hoogstraat, dans sa partie sud. Dans sa partie sud-ouest, la Binnenrotte est bornée par la Groterkerkplein, la place qui entoure l'église Saint-Laurent.

## Historique
En 1170, le territoire de Rotterdam fait l'objet d'une importante inondation. Le carrefour formé par le site de Binnenrotte et de Hoogstraat est attesté aux environs de 1270 lorsqu'une digue retenant les eaux de la Rotte est construite à Rotterdam. Des prospections préventives, réalisées entre 1988 et 1992, lors du chantier de construction du Willemsspoortunnel, ont permis d'exhumer les vestiges de cette ancienne digue. Vers la fin du XIIIe siècle, l'office des eaux de Schieland assure l'entretien et la gestion de cette digue. Entre 1270 et 1450, plusieurs écluses sont construites et viennent compléter la protection formée par la digue. Aux environs de 1600, alors que les travaux d'aménagements de la Nouvelle Meuse sont achevés, l'étendue de Rotterdam se limite à l'actuel arrondissement de Stadsdriehoek, ce territoire se développant sous la forme d'un triangle. À cette époque, le territoire communal se compose de deux parties : la partie méridionale, la « Waterstad », s'étendant entre la Nouvelle Meuse et le site de Blaak ; la partie septentrionale, la « Landstad », une zone comprise entre les actuelles rues de Coolsingel, Goudsesingel et Blaak,.

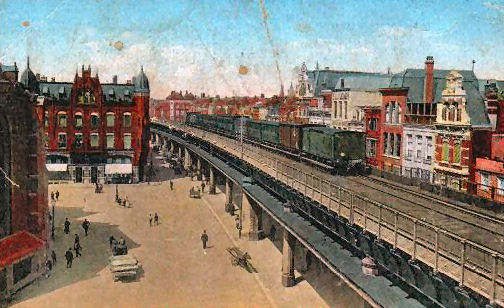
La Binnenrotte en 1910.

La Binnenrotte est à l'origine une partie de la rivière Rotte sillonnant au cœur de Rotterdam. Cette portion fluviale est comblée en 1871, afin de permettre la construction du viaduc ferroviaire de la ligne Rotterdam-Dordrecht, dont les travaux se sont terminés le 1er mai 1877,. Ce viaduc est démoli après la construction du tunnel Willemsspoortunnel en 1993. En 1995, la Binnerotte est aménagée d'un grand espace ouvert, le Binnenrotteplein, accueillant un marché les mardis et samedis, et pendant une partie de l'année, tandis que le dimanche, cette place est utilisée pour le Rotterdamse Centrummarkt, un marché pour les marchandises, disposant de plus de 450 stands.
En mai 2014, une halle (le Markthal) de 70 m de large pour 110 mètres de long est inaugurée, au voisinage de la place de la Binnenrotte, au sud de la Hoogstraat. Le chantier de construction de ce marché couvert avait débuté en 2009,.

## Bâtiments remarquables et lieux de mémoire
Hormis le Markthal, la Binnenrotte dispose de quelques bâtiments notables, notamment la bibliothèque centrale, un édifice aux couleurs bleue et blanche agrémentée de tuyaux jaunes situé au carrefour formé avec la Hoogstraat, et deux tours : la Blaaktoren, s'élevant à une hauteur de 61 m et le Statendam, un bâtiment de 73 m de haut. L'ancienne bibliothèque, l'Erasmusbibliotheek, est un bâtiment classé au titre de monument communal, elle a abrité le musée de l'éducation qui est installé à Dordrecht depuis 2015.
La station de train, métros et trams Blaak est située à l'extrémité sud de la place, à l'emplacement de l'ancienne station de trains Beurs (à l'époque où le viaduc ferroviaire traversait la Binnenrotte sur l'axe nord-sud).

Lieux et bâtiments de Binnenrotte
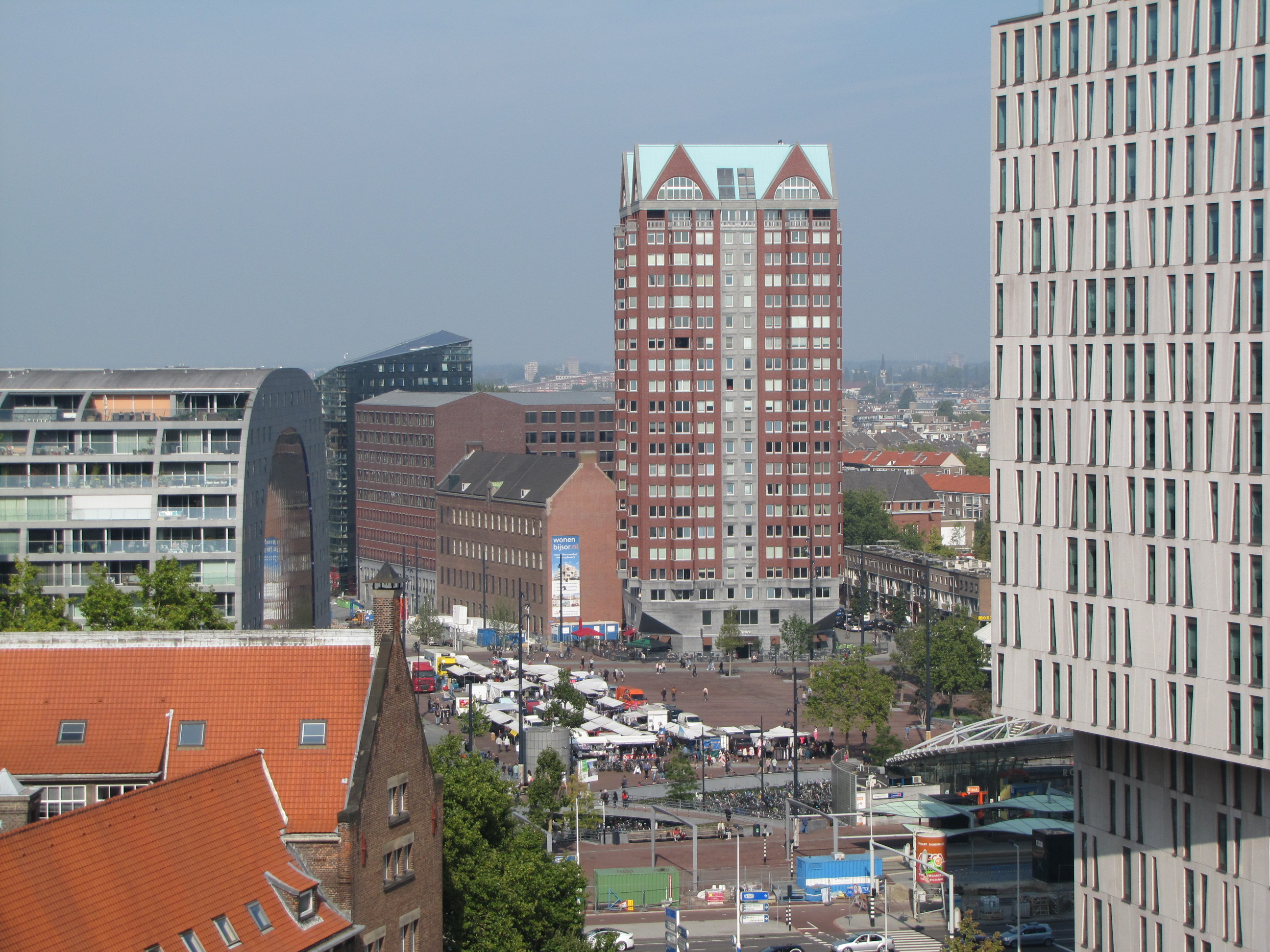
Vue de la place du grand marché de Rotterdam, à gauche la voûte du Markthal.
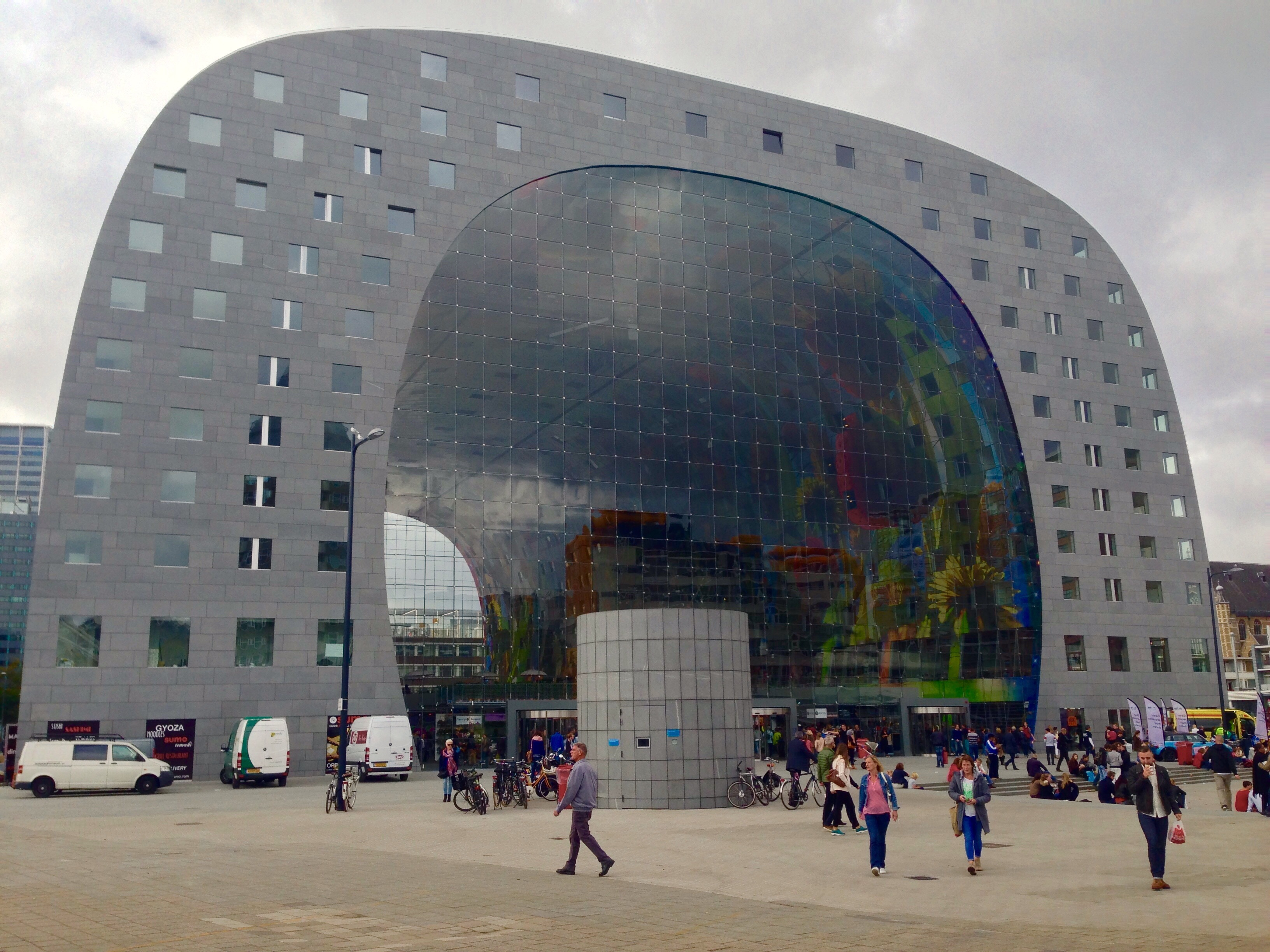
Le Markthal.
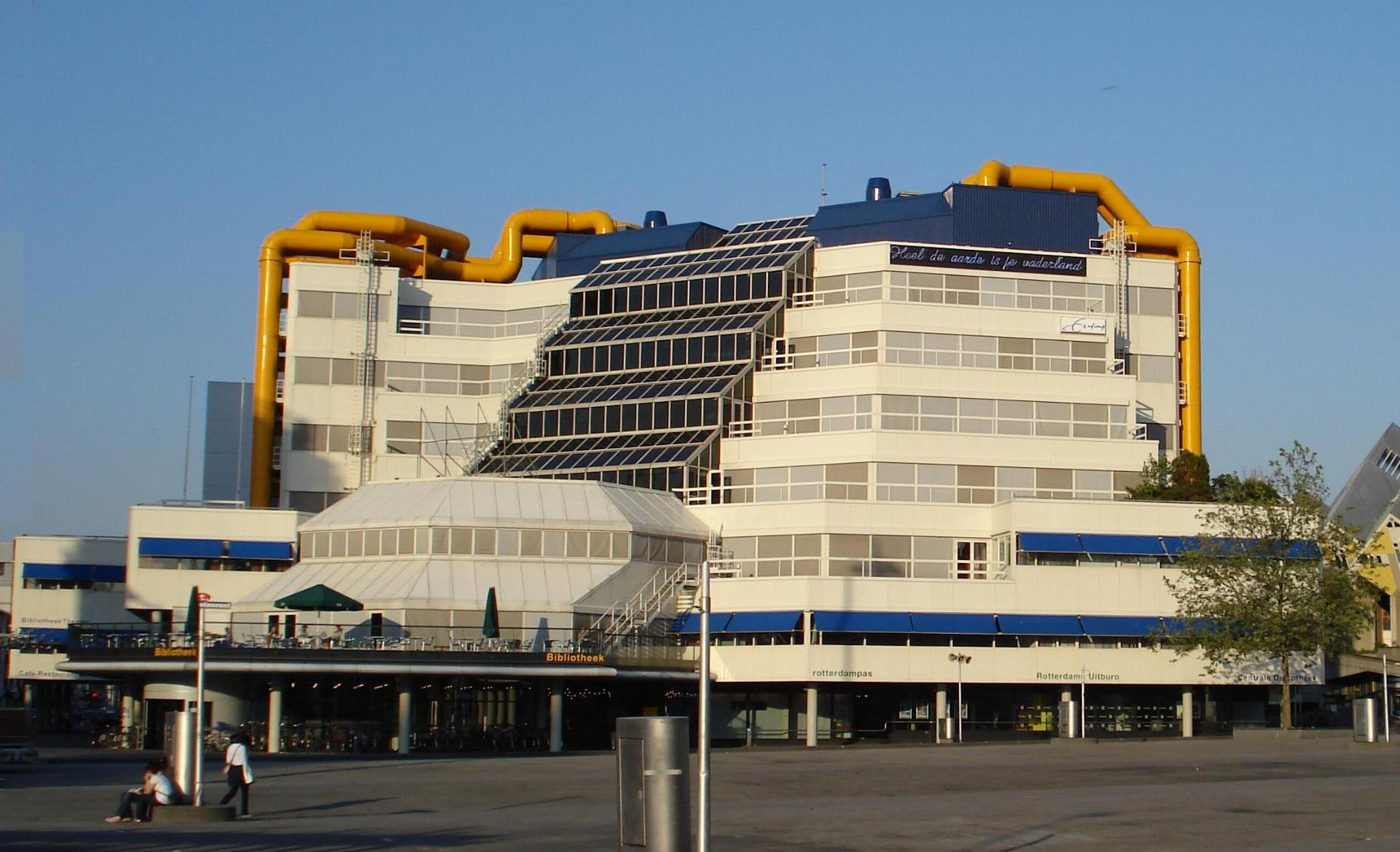
La bibliothèque centrale.
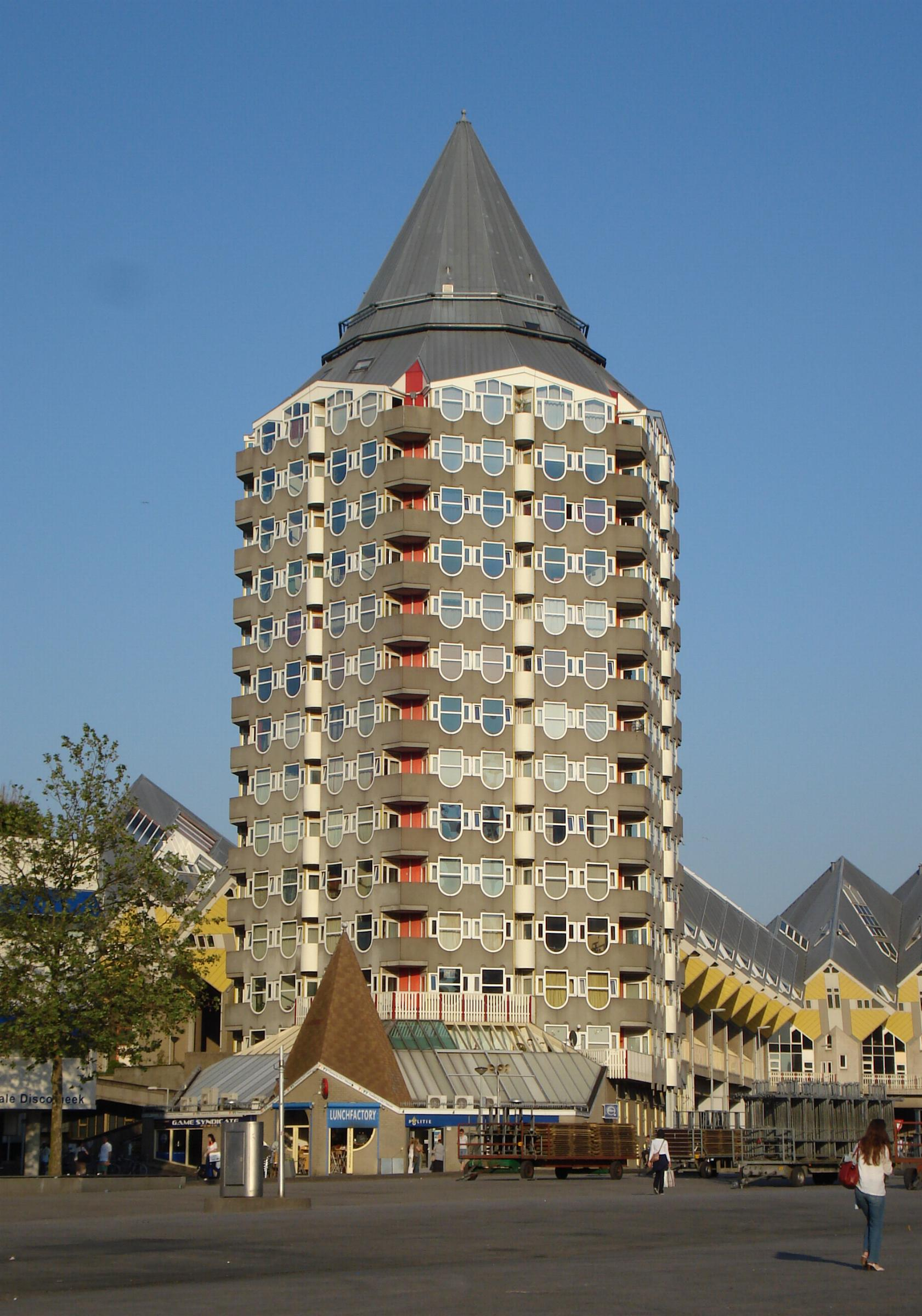
La Blaaktoren.
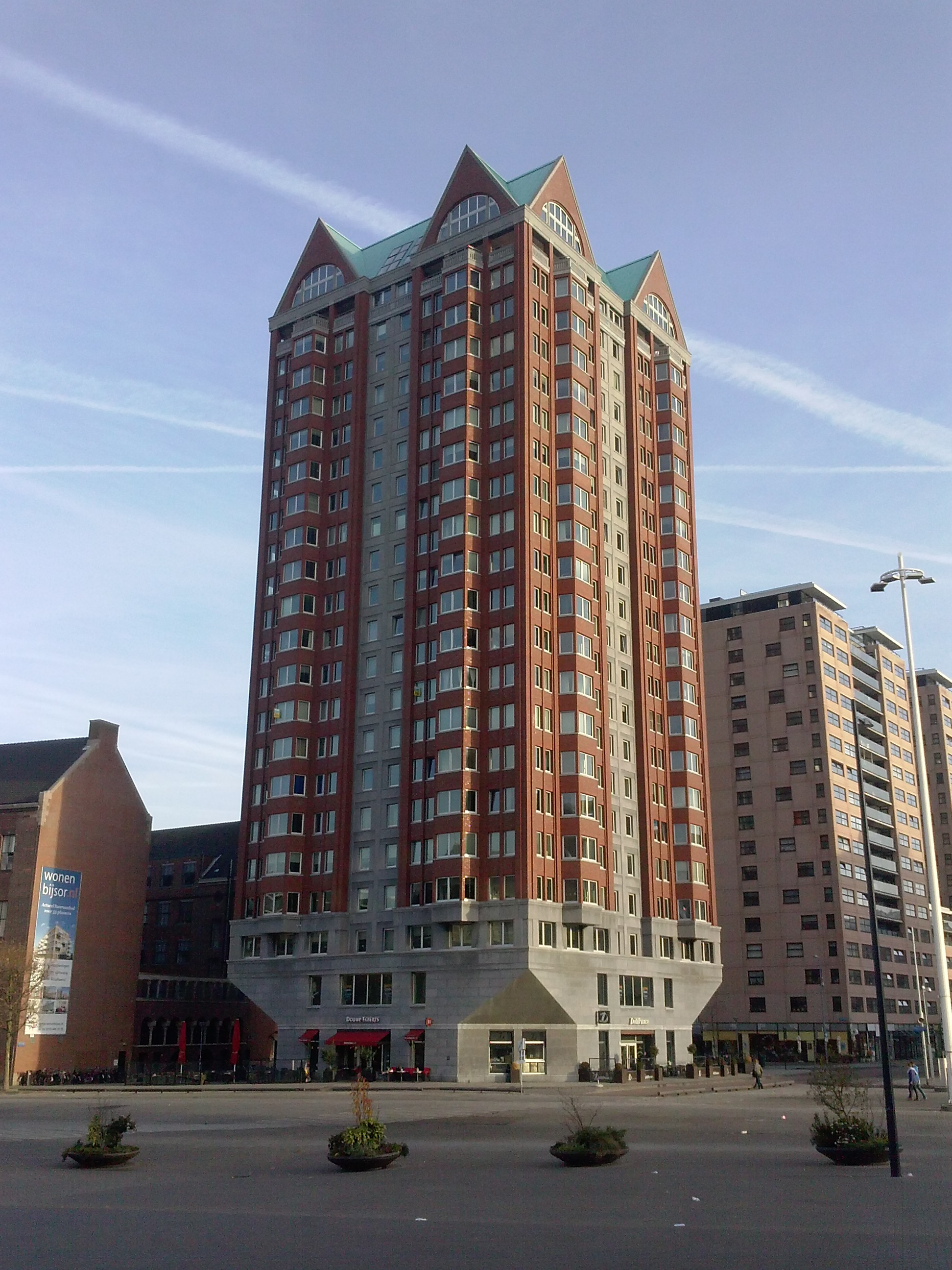
Le Statendam.
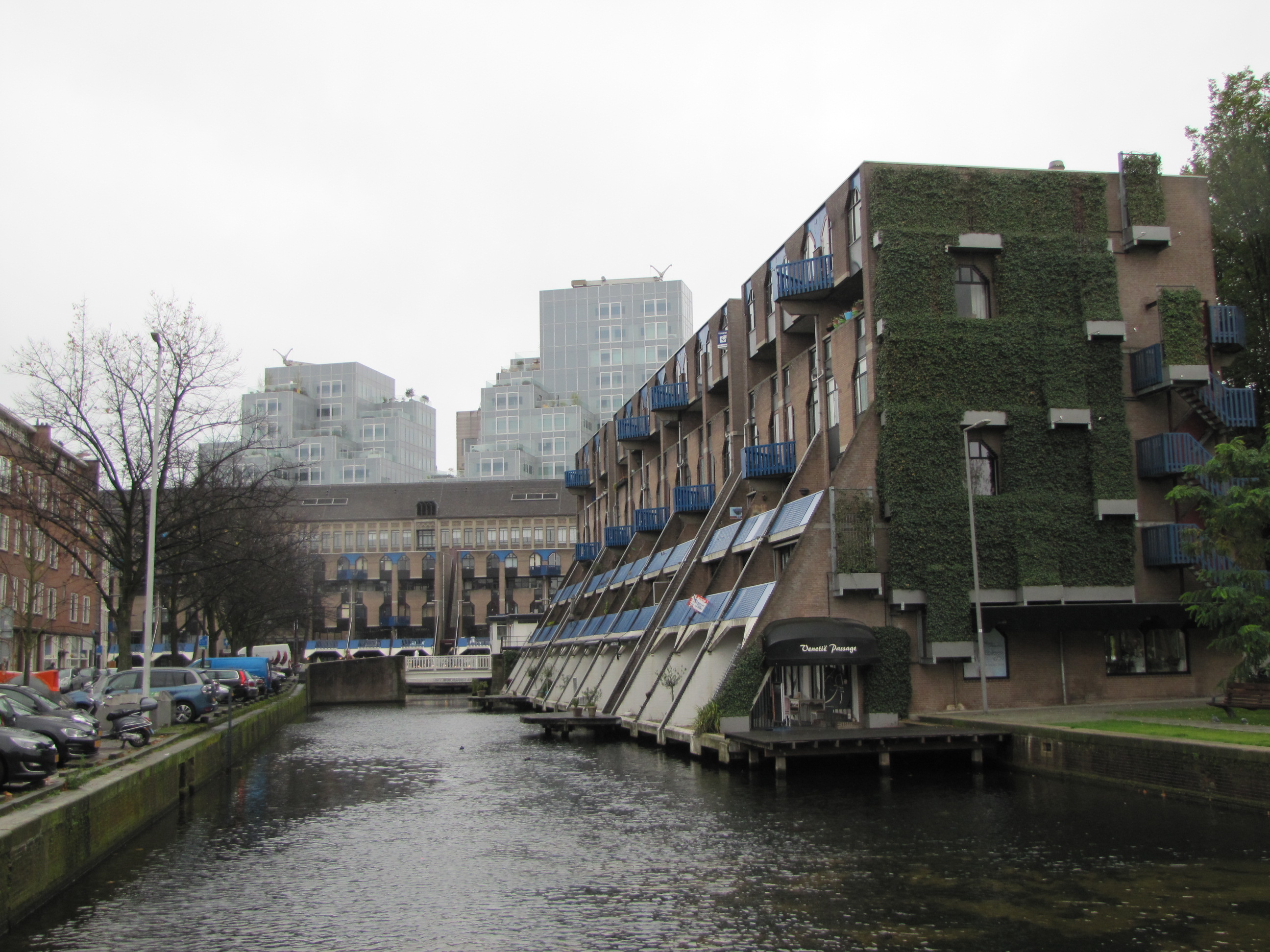
Au nord de la Binnenrotte, habitations au bord de la rivière Rotte (pont St Jacob).